# Meridian (Pennsylvanie)
Pour les articles homonymes, voir Meridian.
Meridian est une census-designated place située dans le comté de Butler, dans le Commonwealth de Pennsylvanie, aux États-Unis. Sa population, qui s’élevait à 3 881 habitants lors du recensement de 2010, est estimée à 3 969 habitants au 1er juillet 2020.

## Source
- (en) Cet article est partiellement ou en totalité issu de l’article de Wikipédia en anglais intitulé « Meridian, Pennsylvania » (voir la liste des auteurs).

1. ↑  (en) « Meridian, Butler, Pennsylvania detailed profile » [« Données sur Meridian, comté de Butler, Pennsylvanie »], sur www.city-data.com (consulté le 4 janvier 2021)
2. ↑  (en) « Meridian, Pennsylvania - Basic Facts » [« Données sur Meridian »], sur pennsylvania.hometownlocator.com (consulté le 4 janvier 2021)